# HD 69830
HD 69830 ist ein gelb-orangefarbener Stern im Sternbild Achterdeck des Schiffs (Puppis), um den sowohl ein Asteroidengürtel als auch drei Exoplaneten nachgewiesen wurden. Der Stern hat keinen Eigennamen, daher wird seine Katalognummer im Henry-Draper-Katalog als Bezeichnung verwendet. HD 69830 ist einer der sonnennäheren Sterne und unter günstigen Bedingungen gerade noch mit dem bloßen Auge zu sehen. Masse, Leuchtkraft und Oberflächentemperatur sind etwas geringer als bei der Sonne. Er ist etwa 41 Lichtjahre von der Erde entfernt.

## Begleiter
Der Asteroidengürtel wurde mit Infrarotaufnahmen vom Spitzer-Weltraumteleskop der NASA beobachtet. Er ist etwa 25-mal so massereich wie der Asteroidengürtel zwischen Mars und Jupiter.
Das Planetensystem von HD 69830 ist ungewöhnlich, da jupitergroße Gasriesen nicht existieren oder zumindest noch nicht entdeckt wurden. Die drei bekannten Exoplaneten HD 69830 b, HD 69830 c und HD 69830 d liegen in ihrer Masse zwischen der Erde und dem Planeten Neptun beziehungsweise knapp darüber. Sie umkreisen den Stern in Abständen von 0,08 und 0,19 sowie 0,63 AE mit Umlaufzeiten von 8,7 und 31,6 sowie 197 Tagen. Außer der Umlaufzeit und der der Masse sind keine Daten bekannt, die Oberflächentemperaturen lassen sich jedoch extrapolieren. Bei den beiden inneren Planeten könnte es sich um Vertreter der sogenannten Supererden handeln – also um terrestrische Planeten mit fester Oberfläche und einem Vielfachen der Erdmasse. Ihre Oberflächen würden sich wegen der geringen Entfernung zum Zentralgestirn auf mehrere hundert Grad aufheizen. Der dritte Planet ist wahrscheinlich eher ein neptunartiger Gasplanet. Falls er auch erdähnlich aufgebaut wäre, könnte auf ihm theoretisch Wasser in flüssiger Form existieren. Die drei Planeten von HD 69830 wurden vom HARPS-Spektrographen des 3,6-Meter-Teleskops am La-Silla-Observatorium der europäischen Südsternwarte (ESO) nachgewiesen.